# ZA-315
La ZA-315 es una carretera autonómica perteneciente a la Red Complementaria Preferente de carreteras de la Junta de Castilla y León.
El inicio de esta carretera está en el punto kilométrico 54,8 de la carretera CL-527 y acaba en el límite provincial con Salamanca, que coincide con la presa de Almendra. La longitud de esta carretera es de 6,5 km.
Durante todo su recorrido consta de una sola calzada, con un carril para cada sentido de circulación y tiene un ancho de plataforma de 7 metros. Su limitación de velocidad es de 90 km/h, aunque debido a la peligrosidad de algunas curvas estas se encuentran aconsejadas a una velocidad menor. Anteriormente, la ZA-315 formaba parte de la antigua carretera comarcal ZA-334.

## Trazado
La ZA-315 comienza como ya se ha mencionado en el punto kilométrico 54,8 de la CL-527, donde también se enlaza con la localidad de Fariza. Desde aquí pasa por las afueras de la localidad de Cibanal y discurre por las orillas del embalse de Almendra, en la cual existe un dique de contención para retener el agua. Tras una serie de curvas peligrosas se llega al límite provincial con Salamanca, que corresponde con la Presa de Almendra. La carretera continúa por la presa, pero ya con la denominación de SA-315, al encontrarse ya en territorio salmantino.

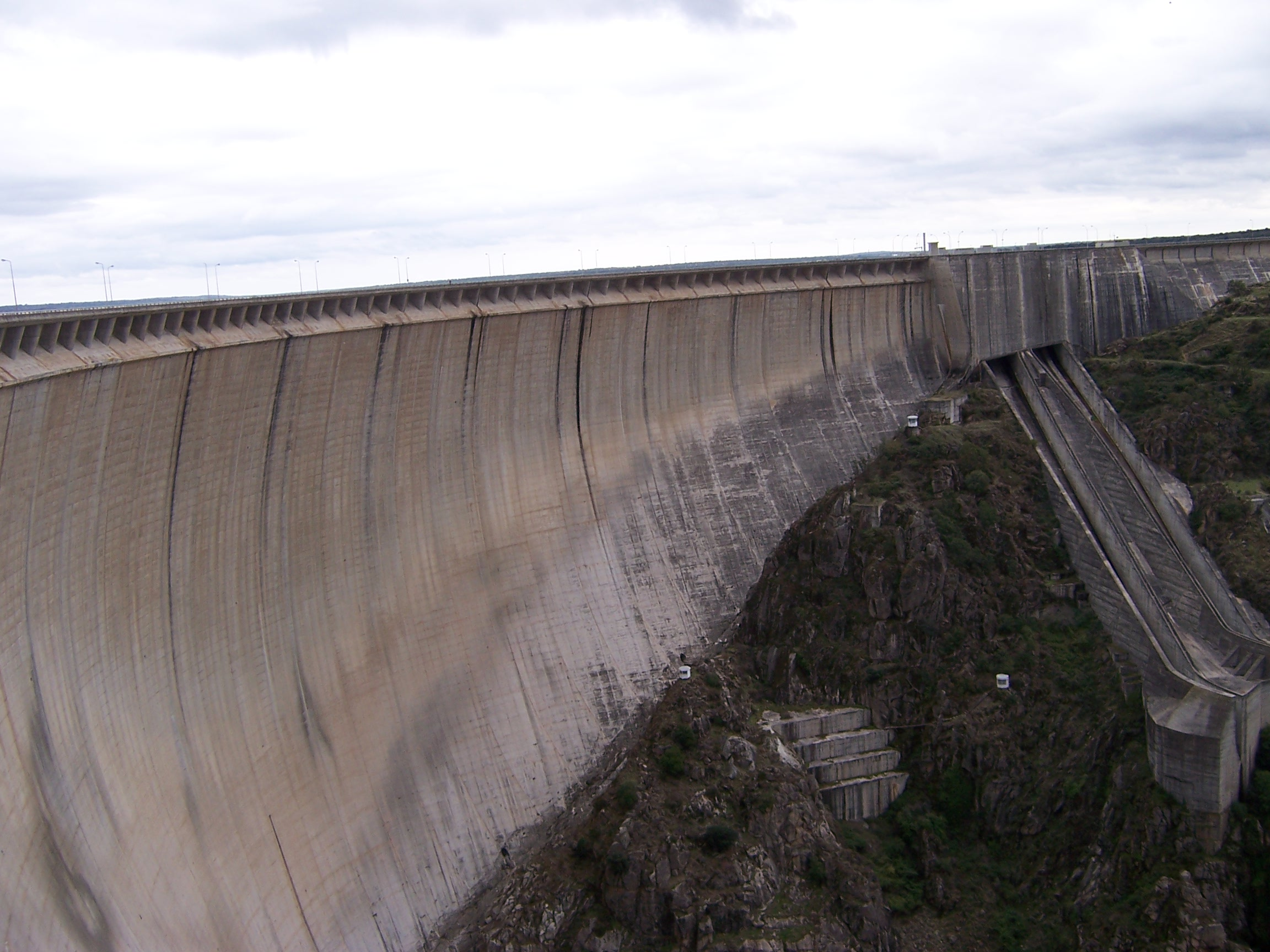
Presa de Almendra, final de la ZA-315.

## Cruces y elementos de interés
| CL-527 (PK 54,800) - L.P. de Salamanca ( SA-315 ) | CL-527 (PK 54,800) - L.P. de Salamanca ( SA-315 ) | CL-527 (PK 54,800) - L.P. de Salamanca ( SA-315 ) | CL-527 (PK 54,800) - L.P. de Salamanca ( SA-315 ) | CL-527 (PK 54,800) - L.P. de Salamanca ( SA-315 ) | CL-527 (PK 54,800) - L.P. de Salamanca ( SA-315 ) | CL-527 (PK 54,800) - L.P. de Salamanca ( SA-315 ) | CL-527 (PK 54,800) - L.P. de Salamanca ( SA-315 ) | CL-527 (PK 54,800) - L.P. de Salamanca ( SA-315 ) | CL-527 (PK 54,800) - L.P. de Salamanca ( SA-315 ) | CL-527 (PK 54,800) - L.P. de Salamanca ( SA-315 ) |
| Esquema                                           | PK                                                | Sentido L.P. de Salamanca (creciente)             | Sentido L.P. de Salamanca (creciente)             | Sentido L.P. de Salamanca (creciente)             | Sentido L.P. de Salamanca (creciente)             | Sentido CL-527 (decreciente)                      | Sentido CL-527 (decreciente)                      | Sentido CL-527 (decreciente)                      | Sentido CL-527 (decreciente)                      | Incidencias                                       |
| Esquema                                           | PK                                                | Velocidad                                         | Elemento                                          | Salida                                            | Salida                                            | Salida                                            | Salida                                            | Elemento                                          | Velocidad                                         | Incidencias                                       |
| Esquema                                           | PK                                                | Velocidad                                         | Elemento                                          | Dir.                                              | Nombre                                            | Nombre                                            | Dir.                                              | Elemento                                          | Velocidad                                         | Incidencias                                       |
| ------------------------------------------------- | ------------------------------------------------- | ------------------------------------------------- | ------------------------------------------------- | ------------------------------------------------- | ------------------------------------------------- | ------------------------------------------------- | ------------------------------------------------- | ------------------------------------------------- | ------------------------------------------------- | ------------------------------------------------- |
|                                                   | 0,0                                               |                                                   |                                                   |                                                   | Bermillo de Sayago Zamora                         | Bermillo de Sayago Zamora                         |                                                   |                                                   |                                                   |                                                   |
|                                                   | 0,0                                               | Badilla Fariza                                    |                                                   |                                                   |                                                   |                                                   |                                                   |                                                   |                                                   |                                                   |
|                                                   | 0,0                                               | Fermoselle Portugal                               |                                                   |                                                   |                                                   |                                                   |                                                   |                                                   |                                                   |                                                   |
|                                                   | 0,0                                               | Presa de Almendra Almendra Cibanal Vitigudino     |                                                   |                                                   |                                                   |                                                   |                                                   |                                                   |                                                   |                                                   |
|                                                   | 1,0                                               |                                                   |                                                   | Cibanal                                           | Cibanal                                           | Cibanal                                           | Cibanal                                           |                                                   |                                                   |                                                   |
|                                                   | 5,1                                               |                                                   | 1 km                                              | TRAMO CURVAS PELIGROSAS                           | TRAMO CURVAS PELIGROSAS                           | TRAMO CURVAS PELIGROSAS                           | TRAMO CURVAS PELIGROSAS                           | 1 km                                              |                                                   |                                                   |
| 6,1                                               |                                                   |                                                   | 1 km                                              | TRAMO CURVAS PELIGROSAS                           | TRAMO CURVAS PELIGROSAS                           | TRAMO CURVAS PELIGROSAS                           | TRAMO CURVAS PELIGROSAS                           | 1 km                                              |                                                   |                                                   |
|                                                   | 6,471                                             |                                                   |                                                   | Almendra Vitigudino Presa de Almendra             | Almendra Vitigudino Presa de Almendra             | Almendra Vitigudino Presa de Almendra             | Almendra Vitigudino Presa de Almendra             |                                                   |                                                   |                                                   |